# Архив САНУ у Београду
Архив Српске академије наука и уметности у Београду једна је од еминентних културно-образовних институција Републике Србије, која више од 170 година прикупља и чува изворе и грађу за српску историју. Поред депоа за чување архивске грађе установа располаже читаоницом која је опремљена картотеком, микрочитачем и приручном библиотеком. Од 1997. године при Архиву САНУ основан је и Кабинет за медаље, који је до данас сакупио 611 инвентарне јединице различитих предмета и докумената.
Академија је у оквиру својих издавачких планова, из архивске грађе Архива, издала неколико публикација, или су то урадили научни радници.

## Историја
Архив САНУ основан је 1841. године, у истој години када и Друштво српске словесности (7/19. новембра 1841), које је поклањало нарочиту пажњу прикупљању извора и грађе за српску историју. 
Интензивнији рад на прикупљању архивске грађе Друштво српске словесности почело је након што је Јован Стејић 29. децембра 1846. године поднео представку о спасавању историјских података од заборава, а потом Аврам Петронијевић прихватио обавезу да изради план о сакупљању грађе. У ту сврху формиран је први одбор.
Након што је Друштво српске словесности прво суспендовано 27. јануара 1864. а затим обновљено 1. августа исте године под именом Српско учено друштво, које је заједно са другом имовином наследило и сакупљену грађу и наставило рад на прикупљању докумената и архивске грађе, након што је крајем 1870. године свој рад прво почело сређивањем и инвентарисањем грађе.
Након спајања Српског ученог друштва и Академије, допуном Основног закона о Академији од 10. фебруара 1892. године озваничено је име ове јединствене установе у Српска краљевска академија. Тада је Архив по аутоматизму прешао у њену својину са 263 старе рукописне и штампане књиге (Стара збирка) и 1.397 инвентарисаних и сигнираних докумената у Историјској збирци.
Након уједињењења у Краљевину СХС створени су основи за даљи рад Архива, који Академија не само да је организовала већ и непрестано до данас увећавала њене фондове.
Грађа из културне, политичке и књижевне прошлости српскога народа коју је Архив поседовао послужио је члановима Академије да размишљају о њему као јавној установи. „Да би Академијина историјска архива и рукописна збирка могле постати приступне и ширим научним круговима“ председништво Академије је на скупу одржаном 4. октобра 1899. године, донело одлуку да академије филозофских и друштвених наука на првом заједничком скупу покрену „питање о уређењу поменуте архиве и збирке“.
| „ | На Свечаном годишњем скупу Српске краљевске академије 7. марта 1925. у извештају „О раду и задацима Српске краљевске академије наука" речено је да Архив „има знатну збирку старих рукописа“, приватних докумената, писама, мемоара, збирке фолклорне грађе и да „велики део тог драгоценог материјала може се ставити на употребу стручној публици; само је за то потребно организовати тај Архив као јавну установу. Послови су у том правцу отпочели и ми се надамо да he y току ове године бити и завршени“. Међутим до реализације није дошло из више разлога, y првом реду због недостатка адекватног простора. | ” |

Као јавна установа, Архив је постао доступан свим заинтересованим научним и јавним радницима после пресељења из Бранкове улице број 15 у Кнез Михаилову 35, у фебруару 1952. Тада је Архив по први пут добио канцеларију, депо за грађу и читаоницу, а у надлежност административних службеника и стручни надзор управника (директора) и архивских радника прешла је сва архивска грађа.
Од 1997. године при Архиву САНУ основан је и Кабинет за медаље, који је до данас прикупио 611 инвентарских јединице различитих предмета и докумената.
Четири године касније, након одлуке Председништво САНУ, донет је Правилник о организацији и раду Архива Српске академије наука и уметности и Правилник о раду у читаоници Архива Српске академије наука и уметности. Ове промене омогућиле су не само набавку савремене техничке опреме, већ и кадровску попуну, и опремање читаоница Архива картотекама, микрочитачем и приручном библиотеком.
Крајем 2016. године, у оквиру Српске академије наука и уметности формиран је одбор чији је задатак да установи Аудио-визуелни архив СAНУ и Центар за дигитализацију, који ће подржавати делатности тог архива. За председника одбора изабран је академик Александар Костић, а за копредседника одбора Радослав Зеленовић. Задатак Центра за дигитализацију при Аудио-визуелном архиву СAНУ је да „успостави стандарде дигитализације у договору са националним институцијама културе и да учини културна добра доступним стручној, али и најширој јавности. Ресурси и технички потенцијали архива били би доступни за дигитализацију материјала из свих националних институција, које иначе поседују сопствене Центре за дигитализацију. За рад новог архива опредељен је простор од близу 1.000 квадратних метара са малом биоскопском салом, на углу београдских улица Кнез Михаилове и Вука Караџића.

## Задатак организација рада и издаваштво
Задаци
Основни задаци Архива су:
- Систематско прикупљање архивске грађе, у свим областима и подручјима где Срби живе,
- Систематско прикупљање архивске грађе за историју Академије и српског народа
- Преузимање, смештај, чување и сређивању архивске грађе,
- Обрада и заштита прикупљене архивске грађе, у сарадњи са Народном библиотеком Србије и Архивом Србије,
- Публиковање архивске грађе,
- Јавно излагање архивске грађе, на изложбама у Србији и иностранству,
- Издавање архивске грађе на коришћење научним и другим заинтересованим лицима.

Организација рада
За обављање наведених задатака Архив нема стриктно подељене организационе јединице или одељења, већ послове око техничке заштите архивске грађе (конзервацију, рестаурацију) обавља у сарадњи са Народном библиотеком Србије и Архивом Србије, док послове опште природе (правне, финансијске, обезбеђење) за Архив обављају одређене службе Радне заједнице САНУ.
Издавачка делатност
Архив се издавачком делатношћу, самостално, до сада није бавио, иако за то постоје статутарне могућности. Академија је у оквиру својих издавачких планова, из архивске грађе Архива, издала неколико публикација, или су то урадили научни радници.
У сарадњи са Задужбином Иве Андрића издат је Каталог Андрићеве рукописне заоставштине, а са Архивом Србије Водич кроз Архив Друштва српске словесности (за 1842, и 1845—1864. године).

## Фондови
У саставу Архива САНУ налазе се следећи фондови (административне архиве):
- Фонд Друштва српске словесности (1841—1864),
- Фонд Српског ученог друштва (1864 —1892), за које постоји картотека,
- Фонд Српске краљевске академије (1887—1944),

У саставу фондова налазе се и следећи записници и досијеи:
- Записници седница Извршног одбора Председништва Српске академије наука – Српске академије наука и уметности,
- Записници седница Председништва Српске академије наука – Српске академије наука и уметности,
- Записници редовних, ванредних, свечаних и изборних заседања скупштина Српске академије наука – Српске академије наука и уметности, све за период 1945—1998.
- Досијеи преминулих чланова САН – САНУ.

У сатаву Архива од 1947 (1948)—1954. године била су и два угашена института Српске академије наука:
- Института за изучавање књижевности (1947—1954),
- Института за изучавање села (1948—1954).

## Збирке докумената
Поред наведених фондова Архив поседује и четири збирке докумената, као посебне целине, свака са својим сигнатурама. To су:

### Стара збирка
Ова збирка која носи назив и Збирка рукописних и старих штампаних књига, након страдања Народне библиотеке Србије у Априлском рату 1941, по обиму је највећа збирка старих српских рукописа и штампаних књига у Србији.
У Инвентару збирке доданас је уписано 526 инвентарских јединица, насталих у периоду од 13. до 19. века. Ова збирка детаљно је описана до броја 339 у Каталогу рукописа и старих штампаних књига, у редакцији Љубомира Стојановића, који је издала Српска краљевска академија 1901. године.

### Историјска збирка
Ова збирка је по обиму и садржају најобимнија и најразноврснија. Поседује 15.071 инвентарских бројева (сигнатура). Садржи грађу од средњег века до првих деценија 21. века.
Збирку чине, било да се налазе као самосталне, засебне јединице или у оквиру већих целина – заоставштина истакнутих наших научних, политичких, књижевних, културних и јавних радника; средњовековне повеље у оригиналу или препису, разни документи, преписке, списи, протоколи, рукописи, исписи из страних архива, мемоари, композиције, фото-албуми итд.
Поред осталог у збирци су и заоставштине Вука Караџића, Јована Цвијића, Николе Пашића, Јована Томића, Иве Андрића, Милутина Миланковића, породице Обреновића, Александра Белића, Виктора Новака, кнеза Васе Поповића, Бранка Ћопића, Михаила Ристића, Стеве Димитријевића, Светислава Цвијановића и многих других.
Збирка има именско-предметну картотеку и картотеку Вукове заоставштине, осам инвентарских књига и инвентаре и спискове (пописе) обрађених заоставштина које садрже и до 10.000 појединачних докумената. Ови документи су писани на српском језику, а има их и писаних црквенословенском варијантом, као и појединих који су писани на француском, латинском, руском, енглеском, немачком, италијанском, мађарском, турском, грчком и другим језицима.
Заоставштина Вука Стефановића Караџића
Заоставштина Вука Стефановића Караџића садржи његове рукописе, обимну преписку са знаменитим личностима из културног, научног и политичког живота свога времена, сакупљену грађу за српске народне епске и лирске песме, приче, пословице, загонетке и породичну преписку. 
Заоставштина Милутина Миланковића
Миланковићева збирка садржи рукописе његових дела, преписку са домаћим и иностраним научницима, другим лицима и институцијама и породичну архиву.

### Етнографска збирка
Збирка садржи 482 инвентарских јединица мањих или већих збирки народних умотворина и етнографске грађе различитих скупљача скоро из свих српских крајева и области. У збирци је и заоставштине Веселина Чајкановића, Јована Ердељановића, Дене Дебељковића и Радослава Павловића.
Збирка обухвата временски период од 19. до 20. века, а приказана је у две инвентарске књиге. Збирка поседује картотеку према истраживачима и скупљачима народних умотворина.

### Оријентална збирка
Збирка има 262 књиге у рукопису или штампи и 92 инвентарска броја докумената. Књиге су писана на турском и арапском језику у периоду од 15. до 20. века. Приказана је у једној инвентарској књизи.

### Збрика одликовања
Збирка одликовања Архива САНУ је посебна збирка у којој се чувају ордени, медаље, споменице, плакете, дипломе, повеље, значке и друга одликовања додељена Академији, њеном Архиву, академицима и другим истакнутим личностима српске историје. Од њеног стварања 1997. године до данас, у њу је уврштено преко 1000 предмета. Поводом Дана Српске академије наука и уметности – у новембру 2018. године, део ове збирке изложен је у виду сталне изложбене поставке на првом спрату Палате САНУ.

## Аудиовизуелни архив и Центар за дигитализацију САНУ
Српске академије наука и уметности је 19. новембра 2017. отворила Аудиовизуелни архив и центар за дигитализацију САНУ, у улици Вука Караџића 3. Овај центар је основан са циљем да дигитализује све што Архив САНУ чува, „имајући у виду чињеницу да дигитализација културног наслеђа постаје један од приоритетних задатака који има за циљ не само његово очување и промоцију већ и очување националног идентитета”.
Нова функционална целина САНУ у коју ће се дигитализовати сва грађа САНУ простире се на четири нивоа:
- Сутурен — у којем се налази сервер дворана,
- Приземље — са опремом за дигитализацију,
- Мезенин — са опремом за дигитализацију,
- Први спрат — у којем се налази мултифункционалан дворана намењена одржавању скупова, конференција и трибина на тему дигитализације, али и на других тема. Дворана је опремљена најсавременијом техником за ту намену.

У мају 2018. Архив САНУ је из Руске националне библиотеке у Петрограду добио електронску колекцију старих средњовековних српских рукописа насталих измећу 12. и 16. века.